# Gesztrágyi fatemplom
A gesztrágyi fatemplom műemlékké nyilvánított épület Romániában, Kolozs megyében. A romániai műemlékek jegyzékében a  CJ-II-m-B-07768 sorszámon szerepel.